# Symfony
Symfony, en ciències de la computació, és un entorn de treball per a aplicacions web per al llenguatge PHP i un conjunt de components i biblioteques reutilitzables en PHP. Symfony va ser creat com a codi obert el 22 d'octubre del 2005 sota la llicència MIT.

## Arquitectura
- Symfony està molt inspirat en l'entorn de treball java anomenat Spring FrameWork.
- El patró de disseny emprat és el Model-Vista-Controlador. Aquest patró de desenvolupament de programari divideix l'aplicació en tres parts interconnectades: el model de dades, la interfície usuari i la lògica de control. Facilita el desenvolupament simultani treballant en paral·lel i la reutilització de codi.
- Simfony es recolza en d'altres components codi obert en PHP :
  - Mapatge d'objectes relacional: Propel o Doctrine.
  - Capa d'abstracció de bases de dades : Propel o Doctrine.
  - Entorn de test : PHPUnit.
  - Motor de plantilles : Twig.
  - Biblioteca d'e-mail : Swift Mailer.